# NBA Športska osoba godine
NBA Športska osoba godine je nagrada National Basketball Associationa (NBA) za športsku osobu godine. Ova nagrada je osnovana 1996. godine i promiče pristojno ponašanje na parketima, fair-play i potpunost ove igre. Glasovanje se odvija na način da svaka NBA momčad predloži svog igrača kojeg smatra da je promicao ova pravila na parketu. Zatim bivši dobitnici ove nagrade izabiru šestoricu igrača, po jednog iz svake divizije te ne kraju sezone NBA igrači daju svoj glas za kandidata kojeg smatraju da je najbolje promicao ova pravila ponašanja. Prvo mjesto donosi jedanaest bodova, drugo devet bodova, treće sedam bodova, četvrto pet bodova, peto tri boda i šesto mjesto jedan bod, tj. glas. Igrač s najviše glasova osvaja ovu nagradu, tj. trofej koji nosi ime po legendi Detroit Pistonsa, Joeu Dumarsu.
Od osnutka ovu nagradu dobivalo je čak 13 različitih igrača, a Grant Hill je jedini igrač koji je ovu nagradu osvajao tri puta. Joe Dumars i David Robinson su jedini igrači koji su osvojili ovu nagradu i bili izabrani u Kuću slavnih dok je Luol Deng jedini stranac koji je osvojio ovu nagradu. Posljednji dobitnik ove nagrade je Stephen Curry iz Golden State Warriorsa.

## Pobjednici
|           | Igrači koji su izabrani u Košarkašku Kuću slavnih |
|           | Igrači koji su još aktivni                        |
| Igrač (x) | Broj osvojenih nagrada                            |

| Sezona    | Igrač            | Pozicija     | Nacionalnost              | Klub                  |
| --------- | ---------------- | ------------ | ------------------------- | --------------------- |
| 1995./96. | Joe Dumars       | Bek          | SAD                       | Detroit Pistons       |
| 1996./97. | Terrell Brandon  | Bek          | SAD                       | Cleveland Cavaliers   |
| 1997./98. | Avery Johnson    | Bek          | SAD                       | San Antonio Spurs     |
| 1998./99. | Hersey Hawkins   | Bek          | SAD                       | Seattle SuperSonics   |
| 1999./00. | Eric Snow        | Bek          | SAD                       | Philadelphia 76ers    |
| 2000./01. | David Robinson   | Centar       | SAD                       | San Antonio Spurs     |
| 2001./02. | Steve Smith      | Bek          | SAD                       | San Antonio Spurs     |
| 2002./03. | Ray Allen        | Bek          | SAD                       | Seattle SuperSonics   |
| 2003./04. | P. J. Brown      | Centar/Krilo | SAD                       | New Orleans Hornets   |
| 2004./05. | Grant Hill       | Krilo        | SAD                       | Orlando Magic         |
| 2005./06. | Elton Brand      | Krilo        | SAD                       | Los Angeles Clippers  |
| 2006./07. | Luol Deng        | Krilo        | Ujedinjeno Kraljevstvo[a] | Chicago Bulls         |
| 2007./08. | Grant Hill (2)   | Krilo        | SAD                       | Phoenix Suns          |
| 2008./09. | Chauncey Billups | Bek          | SAD                       | Denver Nuggets        |
| 2009./10. | Grant Hill (3)   | Krilo        | SAD                       | Phoenix Suns          |
| 2010./11. | Stephen Curry    | Bek          | SAD                       | Golden State Warriors |

Napomene
- a  Luol Deng je rođen u Sudanu, ali je 2006. godine dobio britansko državljanstvo